# Chronique morave
Pour plus de détails, voir Fiche technique et Distribution.
Chronique morave (Všichni dobří rodáci) est un film tchécoslovaque réalisé par Vojtěch Jasný, sorti en 1969.

## Synopsis
La chronique d'un petit village morave et des changements que connaît le monde agricole, liés à la collectivisation à-partir de 1948.

## Fiche technique
- Titre : Chronique morave
- Titre original : Všichni dobří rodáci (traduction littérale : Tous les bons compatriotes)
- Réalisation : Vojtěch Jasný
- Scénario : Vojtěch Jasný
- Production : Jaroslav Jílovec
- Musique : Svatopluk Havelka
- Photographie : Jaroslav Kučera
- Montage : Miroslav Hájek
- Décors : Karel Lier
- Costumes : Ester Krumbachová
- Pays d'origine : Tchécoslovaquie
- Format : Couleurs (Eastmancolor) - 1,37:1
- Durée : 120 minutes
- Dates de sortie :
  - 17 mai 1969 au Festival de Cannes
  - 4 juillet 1969 en Tchécoslovaquie

## Distribution
- Vlastimil Brodský : Očenáš
- Radoslav Brzobohatý : František
- Vladimír Menšík : Jožka
- Waldemar Matuška : Zášinek
- Václav Babka : Franta Lampa
- Drahomira Hofmanová : La Veuve joyeuse
- Pavel Pavlovský : Bertin
- Ilja Prachař

## Récompenses
- Prix de la mise en scène et Mention spéciale de la Commission supérieure technique au Festival de Cannes 1969

## Commentaire
Selon Vojtěch Jasný, Chronique morave est « une espèce de chapelet de destins, s'attardant successivement sur plusieurs personnages. » « Je veux montrer comment les rêves de ces personnes pleines de bonnes intentions ont été anéantis et comment ils ont tout perdu au cours de leurs luttes », dit-il.